# Jewgienij Kuzniecow (polityk)
Jewgienij Siemionowicz Kuzniecow (ros. Евгений Семенович Кузнецов) (ur. 27 grudnia 1938 w Stawropolu, zm. 2 listopada 2005 tamże) – radziecki i rosyjski działacz państwowy.
Jewgienij Kuzniecow po ukończeniu Stawropolskiego Instytutu Rolniczego rozpoczął (w październiku 1960 roku) pracę jako inżynier w kaukaskich zakładach urządzeń chłodniczych. W latach 1963–1967 pracował na trawlerze „Pieczenga” i mieszkał w mieście Nachodka. Później powrócił do Stawropola i pracował w jako konstruktor w biurze zajmującym się technologiami półprzewodnikowymi. W 1969 roku związał się z firmą „Elektroautomatyka” i jako jej pracownik ukończył wyższe studia ekonomiczne. Od 1983 do grudnia 1989 piastował tam stanowisko dyrektora generalnego w zakresie badań i produkcji.
Na początku 1990 wybrany został I sekretarzem KPZR w Rejonie oktiabrskim, a kwietniu tego samego roku deputowanym do Rady Najwyższej ZSRR, a następnie przewodniczącym Rady Miejskiej Stawropola. W sierpniu 1991 roku zdecydowanie wystąpił przeciw puczystom. Od 24 października 1991 do 30 czerwca 1995 kierował z nadania prezydenckiego administracją Kraju Stawropolskiego (jako gubernator; zastąpiony został przez Piotra Marczenkę). 12 grudnia 1993 wybrany został deputowanym Rady Najwyższej Federacji Rosyjskiej I Kadencji, gdzie działał w komisji rolnej i mandatowej. Jego dymisja ze stanowiska gubernatora Kraju Stawropolskiego wiązała się z krytyką działań lokalnych władz w trakcie ataku terrorystycznego w Budionnowsku.
W latach 1995-2001 kierował rosyjskim przedstawicielstwem handlowym w Argentynie i w Paragwaju. Od 2002 roku był  doradcą przewodniczącego Rady Miejskiej Sawropola. Zginął potrącony przez samochód w centrum Stawropola. Żonaty. Po jego śmierci w Kraju Stawropolskim ogłoszono żałobę. Pochowany został z honorami na cmentarzu miejskim w Stawropolu w dniu 4 listopada. Na jego pogrzebie pojawiła się większość lokalnych działaczy samorządowych tej części Rosji oraz przedstawiciele władz centralnych.